# المعهد الدولي لعلوم الصحة

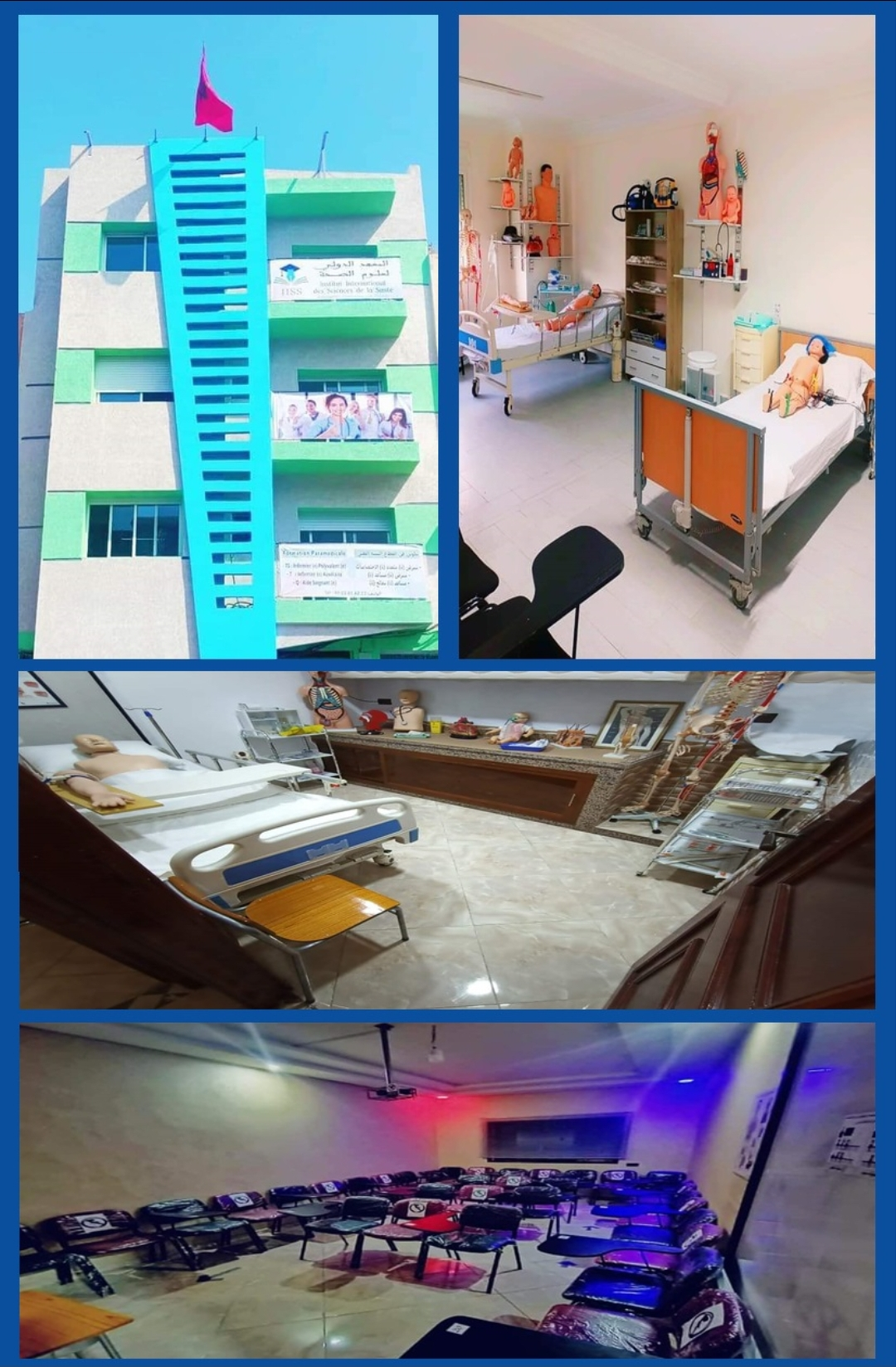
صورة المعهد

المعهد الدولي لعلوم الصحة (IISS) معهد يقع في المغرب.

## تأسيس
أسس المعهد العالي لعلوم الصحة (L’Institut Supérieur des Sciences de la Santé ISSS Settat) للقيام بجميع أعمال البحث في حقل التخصصات العلمية والتقنية ولا سيما المرتبطة منها بالعلوم الطبية وشبه الطبية.

## خدماتها
تتولى تحضير وتسليم الشهادات الوطنية التالية
- الإجازة في الدراسات الأساسية
- الإجازة المهنية
- الماستر
- الماستر المتخصص
- الدكتوراه